# 阿代尔维耶勒-普谢尔格
阿代尔维耶勒-普谢尔格（法語：Adervielle-Pouchergues，法語發音：[adɛʁvjɛl puʃɛʁɡ]）是法国上比利牛斯省的一个市镇，位于该省东南部，属于巴涅尔德比戈尔区。该市镇于1987年由原市镇阿代尔维耶勒（Adervielle）和普谢尔格（Pouchergues）合并而成。

## 地理
阿代尔维耶勒-普谢尔格（42°49'8"N, 0°24'14"E）面积9.14 平方千米，位于法国奧克西塔尼大區上比利牛斯省，该省份为法国西南部内陆省份，北至热尔省，西接大西洋比利牛斯省，南与西班牙接壤，东临上加龙省。
与阿代尔维耶勒-普谢尔格接壤的市镇（或旧市镇、城区）包括：维耶勒卢龙、阿泽、卡佐-弗雷谢-阿内朗-卡莫尔、埃斯塔尔维耶勒、热诺斯、格赖扬、卢当维耶勒。

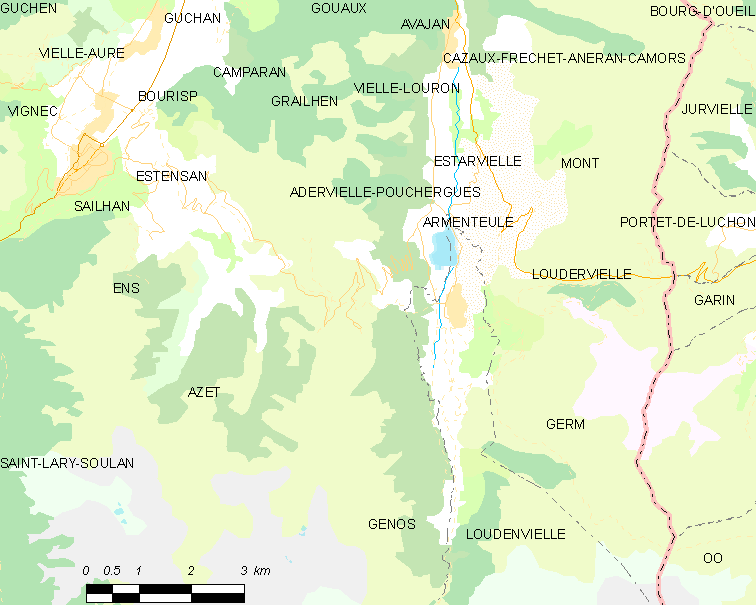
阿代尔维耶勒-普谢尔格的OSM定位图

阿代尔维耶勒-普谢尔格的时区为UTC+01:00、UTC+02:00（夏令时）。

## 行政
阿代尔维耶勒-普谢尔格的邮政编码为65240，INSEE市镇编码为65003。

## 政治
阿代尔维耶勒-普谢尔格所属的省级选区为内斯特-欧尔-卢龙县。

## 人口

1962-2008年间阿代尔维耶勒-普谢尔格人口变化图示

阿代尔维耶勒-普谢尔格于2022年1月1日时的人口数量为147人。